# 形容詞
形容詞（けいようし）とは、名詞や動詞と並ぶ主要な品詞の一つで、大小・長短・高低・新旧・好嫌・善悪・色などの動作以外で、物の状態や様子を表し、述語になったりコピュラの補語となったりして人や物に何らかの属性を表す単語でもあり、または、名詞を修飾して名詞句の指示対象を限定する用法、もしくは、述語の中心となる用法で使われる単語のことでもある。

## 概要
形容詞の多寡と文法は言語ごとに異なり、いくつかのタイプに分けられる。
まず、形容詞に属する語の数については、多い言語と少ない言語がある。多い言語には少なくとも数百の形容詞が存在し、派生や借用によって新たな形容詞が生まれることもある。少ない言語では数語から数十語しか形容詞がなく、新たな形容詞が生まれることはない。たとえばイマス語には kpa「大きい」、yua「良い」、ma「他の」の三つしか形容詞が存在しない。
形容詞の文法的振る舞いには四つのタイプが認められる。
1. 形容詞と動詞が文法的に似ている。このような言語には中国語（官話）、タイ語、ベトナム語、朝鮮語などがあり、形容詞は動詞と同じように単独で述語となる。
2. 形容詞と名詞が文法的に似ている。このタイプの言語にはラテン語、スペイン語、フィンランド語、ハンガリー語、イボ語、ケチュア語、ジルバル語（英語版）などがあり、形容詞は単独で述語になれず、名詞句の中にしか現れない。形容詞だけで名詞句を構成することができる。
3. ベルベル語、タリアナ語、タケルマ語（英語版）などで、形容詞は動詞にも名詞にも似ている。たとえば形容詞は単独で名詞句にも述語にもなる。
4. 形容詞は動詞にも名詞にも似ておらず、単独では名詞句にも述語にもなれない。このような言語には英語、トゥニカ語（英語版）、マム語などがある。

一つ目と二つ目のタイプの言語が多く、三つ目と四つ目のタイプは少ない。一つ目と二つ目のタイプの言語では、形容詞は名詞または動詞の一部に含められることが多い。
日本語では形式・起源から、一般の形容詞に当たるものが形容詞と形容動詞に分けられる が、意味的には特別な違いはない。日本国内の中学校教育過程で習う国文法の定義では、形容詞、形容動詞として品詞分類されているが、JSL（第二言語としての日本語）教育で用いられる日本語教育文法では、連体形語尾に基づいて、それぞれ「イ形容詞」「ナ形容詞」と分類されている。
用法としては一般に、名詞を直接形容する限定用法と、述語（の一部）として表現する叙述（補語）用法がある。また一部の言語では、動詞を修飾する副詞的用法もある（日本語形容詞の連用形、ドイツ語など）。

## 日本語の形容詞
おもに物事の性質や状態を表し、言い切りの形（終止形）が「〜い」となる言葉（文語では「〜し」）。自立語。活用する。用言のひとつ。
存在しないことを表す「ない」も形容詞であるが、これとは別に、単に打ち消しの意味を添えるための自立語として補助形容詞がある。また、動詞を打ち消す助動詞 (国文法)の「ない」もある。以下は補助形容詞と、混同されやすい類例。
- 「この料理はおいしくない」では、自立語「ない」が打ち消しを表す補助形容詞。[注 2]
- 「私はこの料理を食べない」では、「ない」は付属語であるから、接尾辞あるいは助動詞。

両者を異なる品詞とする根拠としては、後者は同じ打ち消しの「ぬ」に置き換えられるのに対し、前者は置き換えられないことがある。

### 現代日本語の形容詞の活用
活用表は文法学説によって様々なものがあるが、ここでは中学校・高等学校等でよく教えられている橋本進吉の文法による活用の分類を記述する。
| 未然形 | かろ         |
| 連用形 | かっ・く・う |
| 終止形 | い           |
| 連体形 | い           |
| 仮定形 | けれ         |
| 命令形 | かれ         |

現代共通日本語の形容詞の活用で、すべての形容詞に適用され、全使用域（レジスター）にわたって通じる活用（標準とみなされる活用）はこれ一つである。
なお、「大きな」「小さな」などの語は連体詞と呼ばれるもの で、形容詞の活用とは見なされない場合もある。「高い」「広い」「楽しい」など、大半の語がこの形を持たないことからも明らかである。語尾は形容動詞の連体形と共通するが、「*大きだ」などとは言えないから、形容動詞とも異なる。
また、語幹がエ段になることはない。

### 古典日本語の形容詞の活用
形容詞には、「新しい」「美しい」「凄まじい」のように連用形の語尾が「しい」又は「じい」で終わる語群と、「大きい」「高い」「広い」のように「い」で終わる語群がある。現代日本語では両者に文法上の違いは無いが、古典日本語では終止形以外の活用形に違いがあった。連用形の形から、それぞれ「シク活用」「ク活用」と呼ぶ。「しい」の部分は伝統的に活用語尾と見なされることから、現代日本語の表記法でも語幹に含めず、送り仮名を送ることになっている。シク活用の語は「楽し」「悲し」「恋し」「恐ろし」など心の動きを表す語が多く、ク活用の語は「赤し」「高し」「暗し」「長し」など事物の性質や状態を表す語が多い。
カリ活用と呼ばれる補助的な活用の系列があり、「〜くあり」が転じたものである。「高からず」「高かりき」「高かるべし」のように、一部の語尾に接続する際に用いる。現代九州方言の終止形・連体形「高か」は「高かる」に由来する。
連用形は「く」の形で現代口語でも変わっていないが、平安時代に「高う」「うれしう」のようなウ音便形が現れ、現在も西日本の方言で使用されている（東日本方言では音便にならない形が存続した）。
連体形は、「高い」「うれしい」のような「き」が「い」となるイ音便形が現れ、鎌倉時代以降の口語において動詞と同様、終止形が連体形に統合されるようになって終止形も「高い」「うれしい」のような語形をとるようになった。なおカリ活用の変化は「あり」の変化に従っている。
已然形の「けれ」は通常、本活用に入れられているが、意味上・形態上から見てカリ活用の方に属し、「くあれ」が「けれ」に変化したものである。「かれ」という語形も江戸時代以前まで併存していた。また奈良時代には本活用に「あり」を介さない「け」の語形が存在し、「けれ」と併存していた。これに由来する「けれど(も)」は独立して現代口語の接続詞となっている。

#### ク活用
| 活用系 | 本活用 | 補助活用 |
| ------ | ------ | -------- |
| 未然形 | く     | から     |
| 連用形 | く     | かり     |
| 終止形 | し     | ◯        |
| 連体形 | き     | かる     |
| 已然形 | けれ   | ◯        |
| 命令形 | ◯      | かれ     |

#### シク活用
| 活用形 | 本活用 | 補助活用 |
| ------ | ------ | -------- |
| 未然形 | しく   | しから   |
| 連用形 | しく   | しかり   |
| 終止形 | し     | ○        |
| 連体形 | しき   | しかる   |
| 已然形 | しけれ | ○        |
| 命令形 | ○      | しかれ   |

「〇」の箇所には活用しない。
「すさまじ」のように濁るものもある。

### 語彙
外来語や新たな概念を取り入れるときには形容動詞が用いられたり助詞「の」で接続することが多く、形容詞とする例は「黄色い」など多くはない。一方で「-らしい」「-っぽい」のような接尾語を加えることで、外来語を含む多くの名詞を形容詞化することができる。
反対に、形容詞の「い」「しい」を除き語幹に別の名詞を接続した名詞を作ることでもできる（「青い空」を「青空」、「優しい男」を「優男」、「近い道」を「近道」など）。また語頭に程度や範囲を示す語を付けると形容動詞になる例がある（「黒い」に対して「真っ黒な」、「高い」に対して「居丈高な」「割高な」など）。こうした例はむしろ語幹を属性名詞、「い」を助動詞「だ」「である」相当のものとして意識させる。
この働きは「デカい」「ナウい」「ケバい」「ダサい」「マブい」「ボロい」「メンドい」「キモい」「ケバい」「エロい」「グロい」「ショボい」「ヘボい」「チョロい」「エモい」「チルい」のような新語や略語形容詞の創出に活発に使用され普及している。ただしこれらは口語的・俗語的とされ、公共的な文章語には用いられない。

### 派生
形容詞に関して活用とされる以外の派生には次のようなものがある。
- 形容詞および形容動詞の語幹に「さ」をつけて「...であること・程度」を表す名詞が作られる。「美しさ」「高さ」など。（シク活用では"し"を残し「〜しさ」となる）
- 程度に幅がある形容詞の語幹に「め」を付けて、そのような傾向をより示す名詞を形成する。「大きめ」「ぬるめ」「広め」「少なめ」など。
- 感覚・感情を表す主観的形容詞の語尾「い」を「がる」に変えて、「その気持ちを表す動作」の意味の動詞が作られる。例えば 寒い→寒がる など。中古から用例があるが、特に近世以降に多い。形容詞型助動詞「-たい」からも「-たがる」が作られる（エゴフォリシティおよび希望 (言語学)を参照）。
- 一部の形容詞からは 楽しい→楽しむ（自動詞）、高い→高まる（自動詞）・高める（他動詞）のように動詞が作られる。
- 動詞の未然形（または未然形類似形）にシク活用語尾をつけて「そうするような気持ちだ」という意味の形容詞が作られる。例えば 思う→思わしい、煩う→煩わしい など。
- 古典語では形容詞の語幹に「み」をつけて「...ので」の意味に用いられる（ミ語法）。また動詞・形容詞から名詞を派生するク語法では、語尾は「けく」の形になる（「寒けく」など）。これと混同されやすいが別の派生法には、形容動詞語幹「安らか」→形容詞「安らけし」というものがある。

### 関連記事
- 現代日本語文法
- 形容動詞
- 語幹用法

## 欧州言語の形容詞
ロシア語やポーランド語などスラブ諸語は、ラテン語同様に性数格によって変化する。また、形容詞の変化語尾は名詞の変化語尾とは異なるため、識別が容易である一方、名詞のそれとは別に記憶する必要がある。
リトアニア語でも性数格による変化があり、変化語尾が名詞と一部異なるものの、スラブ諸語に比べ、名詞と変化語尾が近いため、スラブ諸語ほど識別は容易ではない。またリトアニア語では曲用する中性形は現在は存在せず、男性形、女性形の2つであるため、数の上でもスラブ諸語などに比べれば記憶する必要のある量は少なくなる。
フランス語・イタリア語・スペイン語などのロマンス語は、その祖語であるラテン語の伝統に従い、その形容詞のかかる名詞の性や数により変化する。しかし、ラテン語にあった格変化はルーマニア語を除いて一般名詞では消滅したため、その変化は比較的単純になっている。また、ラテン語以来その変化は名詞の変化形と基本的に一致しており、ロマンス系言語では形容詞も性数変化する。
ゲルマン諸語に視点を移すと、ドイツ語では格変化や性が残存しているため、形容詞が名詞を修飾する際にはその性や格に応じて変化する。しかし、冠詞類によってすでに性や格が示されているときには形容詞の格変化が弱まる点、sein（英語のbe動詞に相当）やwerden（英語のbecomeに相当）などの動詞の補語として用いられるときには原型のまま使われる点は、ロマンス語とは違う。オランダ語もドイツ語と同様である。
例: 「この白い花」: 仏cette fleur blanche（原型blanc）, 独Diese weiße Blume（原型weiß）
「この花は白いです」: 仏Cette fleur est blanche, 独Diese Blume ist weiß.
スウェーデン語など北欧のゲルマン諸語では動詞の補語でもロマンス諸語と同様に主語の性数に応じた変化がある。しかし、中世の言語体系をそのまま残しているアイスランド語を除いてはドイツ語よりも格変化や性が衰退しているため、変化はドイツ語ほど複雑ではない。
ゲルマン語の中でも格変化の衰退がもっとも進んだ英語では、形容詞は性・数・格による変化の一切を失っている。

### 比較変化
欧州諸語の形容詞は一般的に原級 (en:Positive), 比較級 (en:Comparative), 最上級 (en:Superlative) の3つの段階を持つ。これらの表現を訳すために「より〜」「もっとも〜」という日本語が作られた。厳密には原級は比較の意味を持たないが、これに語尾や副詞を付加し比較級・最上級の語形を作るため、併記される。"good","bad"などいくつかの語については、比較級、最上級が原級と異なる語から派生する傾向がある。
| 原級(positive) | 比較級(comparative) | 最上級(superlative) |
| -------------- | ------------------- | ------------------- |
| old            | older               | oldest              |
| dangerously    | more dangerously    | most dangerously    |
| good           | better              | best                |

比較級、最上級と並べて程度の違いとする用例も存在するが、基本的にこの二つは同じ程度の視点の違いを表している。次の例では同じことを表しているが、対象を他者とのみ比較するか、対象そのものを含めて比較するかで級を使い分けている。
- The boy is older than the other boys.
- The boy is the oldest boy among all the boys.

（オットー・イェスペルセン 『文法の原理（中）』第18章 比較変化 350頁を参考に記述）
英語以外の欧州諸語では比較級・最上級に変化した後でさらに性・数に応じて変化するのが一般的だが、英語の形容詞は性・数・格による変化を全て失っており、比較級・最上級の語尾が付く以上の変化は一切しない。

### 名詞からの派生

#### 人名からの派生
学者（特に数学者）、哲学者などの例が多い。（→エポニム#語形を変化）
- 英語では、Euclid→Euclidean、Hippocrates→Hippocratic、Aristotle→Aristotelian、Augustus→Augustan、Jupiter→Jovian、など

## エスペラントの形容詞
エスペラントでは形容詞には品詞語尾-aがつく。形容する名詞が複数の場合は複数語尾-jがついて-ajとなる。また、形容する名詞が対格の場合は対格語尾-nがついて-anとなる。形容する名詞が複数かつ対格の場合は-ajnとなる。このように名詞と形容詞の数・格が一致する。
- bona libro（良い本）
- multaj bonaj libroj（多くの良い本）
- Mi amas bonan libron（私は良い本が好きだ。）